# هاري ريان (دراج)
هاري ريان (بالإنجليزية: Harry Ryan)‏ مواليد 21 نوفمبر 1893 في لندن، إنجلترا - الوفاة 14 أبريل 1961 في لندن، إنجلترا، كان دراج إنجليزي في صنف سباق الدراجات على المضمار. سبق أن شارك في دورة الألعاب الأولمبية الصيفية وفاز بميدالية أولمبية.

## الميداليات
| الميدالية | المسابقة                       |
| --------- | ------------------------------ |
| ذهبية     | الألعاب الأولمبية الصيفية 1920 |
| برونزية   | الألعاب الأولمبية الصيفية 1920 |

## روابط خارجية
- هاري ريان على موقع أرشيف الدراجات (الإنجليزية)
- هاري ريان على موقع اللجنة الأولمبية الدولية (الإنجليزية)
- هاري ريان على موقع أوليمبيديا (الإنجليزية)
- هاري ريان على موقع اللجنة الأولمبية البريطانية (الإنجليزية)